# 我报
《我报》（英語：My Paper）是一份新加坡免费报纸，由新加坡报业控股发行，现已并入《新报》。

## 历史
《我报》创刊于2006年6月1日，是新加坡首份免费报纸，创刊时仅有中文版，每日发行量约为十万份，发行日为星期二至星期六。2008年1月8日，《我报》改版为中文、英文双语报纸，成为新加坡首份双语报纸。出版日也改为星期一至星期五。新版《我报》采用双封面设计，版数从原来的24版增加到48版。2008年1月8日改版后的首日版则达到128版。
2016年11月30日，因《我报》和《新报》合併為新的《新報》，《我報》最後一天發行。
2016年12月1日起，合併後的《新報》由付費報改為免費報。

## 發行狀況
《我报》在除公共假期外的星期一至星期五出版，并在全新加坡各个地铁站免费派发，一些办公楼、大专院校、飞机航班、乡村俱乐部与连锁咖啡座也会为顾客提供《我报》，除此之外，《我报》也派送上门给特定的住户。据统计，《我报》的平均每日发行量为三十万份。

## 排版
《我报》是一份紧凑版式的全彩小型报，中文版与英文版订装在一起，共有前后两个封面。英文版的阅读顺序为从左至右，中文版的阅读顺序则为从右至左。《我报》共分为本地新闻、世界新闻、财经新闻、体育新闻、娱乐新闻和生活资讯这六个板块。《我报》会在中文版报道的下方摘出难词，并附上英文解释，在英文版报道的下方也会摘出难词，附上中文解释，以此来方便那些不太精通中文或英文的读者。

## 主要内容
《我报》的中文版报道和英文版报道各占一半，内容互补而不重复。英文版主要介绍新闻资讯，中文版则沿袭《我报》原有的风格，着重报道生活与时尚资讯和民生课题。世界新闻主要以东西方区分，中文版侧重报道华人世界和东北亚地区的新闻，英文版则以国际重大新闻为主。在娱乐新闻方面，英文版《我报》侧重西洋娱乐圈，中文版《我报》则侧重中国大陆、香港、台湾与日本、韩国的娱乐新闻，有時英文版《我报》也會有台湾、香港、韩国的娱乐新闻。